# 芳賀台停留場
芳賀台停留場（日语：／ Hagadai teiryūjō */?）是隸屬於宇都宮輕軌的鐵路車站，座落於栃木縣芳賀郡芳賀町，車站編號為16。由宇都宮站開出的列車，自本站起直至終站皆進入了芳賀町的範圍。
本站的站名是全線內唯一自臨時命名起至最終命名為止、皆未被改動過。

## 月台配置
採用千鳥式側式月台設計，出入口採用無障礙斜度。並採用標準化的簡易車站模式，設有兩個長約30米、全上蓋式及透明背板的側式月台，月台上各自裝設了供現金客利用的整理劵機及可摺式候車座椅。
| 月台 | 路線              | 方向 | 目的地                  | 備註 |
| ---- | ----------------- | ---- | ----------------------- | ---- |
| 1    | ■宇都宮芳賀輕軌線 | 下行 | 芳賀·高根澤工業團地方向 |      |
| 2    | ■宇都宮芳賀輕軌線 | 上行 | 平石、宇都宮站東口方向  |      |

## 歷史
- 2021年4月23日：公佈站名[5]。
- 2023年8月26日：正式營運[2][3]。

## 相鄰車站
宇都宮輕軌
■宇都宮芳賀輕軌線
快速（下行）、普通
結之杜東 (15) — 芳賀台 (16) — 芳賀町工業團地管理中心前 (17)

## 外部連結
- 宇都宮輕軌芳賀台停留場網頁 （页面存档备份，存于）